# Nova Milanese
Nova Milanese là một đô thị ở tỉnh Monza và Brianza, vùng Lombardia của Italia, khoảng 13 km về phía bắc của Milano. Tại thời điểm ngày 31 tháng 12 năm 2004, đô thị này có dân số 22.561 và diện tích là 5,8 km².
Nova Milanese giáp các đô thị: Cinisello Balsamo, Desio, Muggiò, Paderno Dugnano, Varedo.